# ФК Айнтрахт (Франкфурт)
Айнтрахт Франкфурт е германски футболен клуб от Франкфурт на Майн.

## История
„Айнтрахт Франкфурт“ е германски футболен отбор, основан в град Франкфурт на Майн. Клубът е основан на 8 март 1899 г. Преди Втората световна война Орлите печелят множество местни първенства и купи, но не успяват да спечелят шампионата нито веднъж, като при единственото им стигане до финала те губят от „Байерн Мюнхен“ през 1932 г. След ВСВ клубът се установява като един от силните отбори в Германия и спечелва шампионата през 1959 година и на следващата стига финала на Купата на Европейските шампиони. Там Айнтархт се изправя срещу великия Реал Мадрид, спечелил последните 4 издания на турнира. Франкфуртци загубват мача със 7:3 в много интригуващ мач, който е смятан за един от най-хубавите играни някога. През 1963 г. се сформира западногерманската Бундеслига, като един от 16-те първи отбори в нея е този на Орлите. През шейсетте клубът се утвърждава като един от силните в новосформирания шампионат. В този период Франкфуртци печелят наколко турнири непризнати от УЕФА, като Копа Деле Алпи. На местно ниво обаче така и не успяват да спечелят нищо, а само стигат до загубен финал за купата през 1964 г. През седемдесетте отборът спечелва две купи на Германия с победа над Хамбургер през 1974 ипобеда над Дуисбург през 1975 г. В този период отборът има няколко участия на европейско ниво. През осемдесетте клубът има много успешен период като през 1980 г. печели Купата на УЕФА с победа над предишния победител в турнира Борусия Мьонхенгладбах.
На следващата година Орлите печелят третата си Купа на Германия с победа над Кайзерслаутерн. Следват няколко не много успешни години в които Айнтрахт трябва дори да играе плейоф за да остане в Бундеслигата като този от 1984 г. спечелен срещу „Дуисбург“ с 6:1. През 1988 г. отборът печели последната си Купа на Германия побейдавайки на финала Бохум. През 1992 година Орлите заваршват трети в първенството, на две точки разлика от шампиона Щутгарт. Въпреки този успех деветдесетте са изключително неуспешен период за Южняците. След 33 сезона в Бундеслигата, без отпадане дотогава, отборът изпада във Втората немска дивизия през 1996 г. Там те прекарват 2 сезона след което се завръщат в Бундеслигата. През новия век Орлите също не успяват да се докажат след като на няколко пъти отпадат от Първа Бундеслига. единственият им по-голям успех е през 2006, когато стига до финал за Купата на Германия, но го губи от шампиона „Байерн Мюнхен“. За момента се смята че отборът има над 10 милиона фена само в Германия.

## Успехи
- Бундеслига (1): 1959
- Купа на Германия (5): 1974, 1975, 1981, 1988, 2018
- Купа на УЕФА / Лига Европа (2): 1980, 2022
- Купа Интертото (1): 1967

## Български футболисти
- Петър Хубчев: 1996/2001 (107 мача - 2 гола)